# Mow-way
Mow-way (c. 1925-1886) est un chef comanche du groupe des Kotsotekas.

## Biographie
Bien qu'ayant signé le traité de Medicine Lodge en 1867, il participe par la suite à plusieurs raids sur des implantations de colons au Texas mais l'expédition menée par le général Philip H. Sheridan durant l'hiver 1868 le conduit à effectuer sa reddition.
Il se range de nouveau aux côtés des groupes d'Amérindiens hostiles aux États-Unis en 1871 jusqu'à l'attaque de son village le 29 septembre 1872 par le colonel Ranald S. Mackenzie. S'ensuit une période de paix relative jusqu'au déclenchement de la guerre de la rivière Rouge dans l'été 1874. Mow-way déplace alors son campement dans le canyon de Palo Duro où ils sont attaqués le 28 septembre 1874 par les troupes de Mackenzie. Il effectue sa reddition à Fort Sill le 28 avril 1875.
Il meurt d'une pneumonie en 1886.